# Árpád Weisz
Árpád Weisz (Solt, 16 april 1896 - Auschwitz, 31 januari 1944) is een voormalig Hongaars voetballer en voetbaltrainer, o.a. van DFC te Dordrecht. Hij was van Joodse afkomst en werd daarom door de nazi's vermoord in 1944. Als voetballer kwam hij 7 keer uit voor het nationale voetbalteam van Hongarije en nam deel aan de Olympische Zomerspelen in 1924. Als voetbaltrainer wist hij drie keer kampioen van Italië te worden.

## Erelijst
| Met Internazionale           |    |         |
| Italiaans landskampioenschap | 1x | 1929/30 |

| Met Bologna FC 1909          |    |                  |
| Italiaans landskampioenschap | 2x | 1935/36, 1936/37 |

## Herdenking
In Dordrecht is een Stolperstein aan hem opgedragen. Gedenkplaten zijn geïnstalleerd in de stadions van Milaan en Novara.